# Elaeocarpus petiolatus
Elaeocarpus petiolatus är en tvåhjärtbladig växtart som först beskrevs av William Jack, och fick sitt nu gällande namn av Nathaniel Wallich och Wilhelm Sulpiz Kurz. Elaeocarpus petiolatus ingår i släktet Elaeocarpus och familjen Elaeocarpaceae. Inga underarter finns listade i Catalogue of Life.